# Tremulant

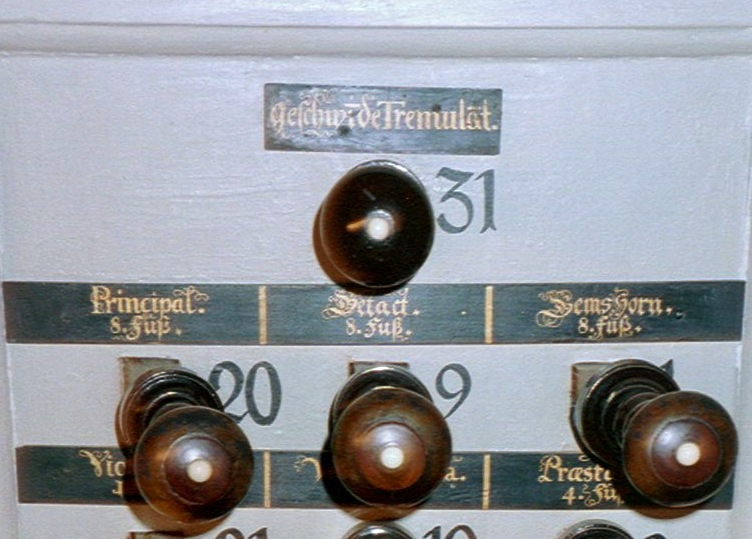
Registerzug „Geschwinde Tremulant“ der Herbst-Orgel Lahm/Itzgrund von 1732

Der Tremulant (v. lat. tremulus „zitternd“) ist bei der Orgel eine Vorrichtung, die den Luftstrom (Wind) periodisch variiert und dadurch ein Tremolo erzeugt.

## Klangliche Wirkung
Durch den Tremulanten werden die Lautstärke und die Tonhöhe des Klanges (Vibrato) periodisch verändert – er beginnt zu schwingen oder zu beben. Ursprünglich (vom 16. bis 18. Jahrhundert) wurde der Tremulant bei Trauerfeiern, Bußgottesdiensten, in der Fastenzeit und in anderen traurigen Kontexten benutzt, um das Weinen musikalisch darzustellen. Seit dem 20. Jahrhundert wird der Tremulant vor allem benutzt, um die Töne einer Solostimme in langen Notenwerten – zum Beispiel einer Choralmelodie als Cantus firmus – nicht starr, sondern etwas belebt erscheinen zu lassen und dadurch gleichzeitig gegenüber den Begleitstimmen hervorzuheben.
Vergleichbare klangliche Wirkungen haben Schwebungsregister, sowie die Rotary-Effekte bei der elektronischen Orgel (siehe Leslie).

## Bauformen

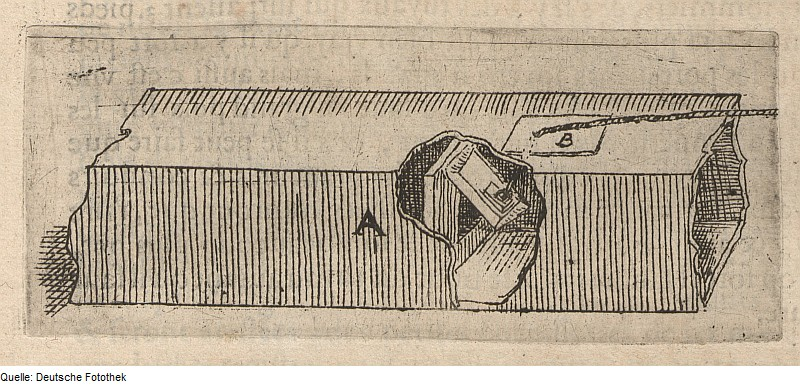
Kanaltremulant

### Schwacher Tremulant
Eine mögliche Bauform ist der schwache Tremulant, bei dem eine in den Windkanal eingebaute, mit einem Gewicht belastete Holzklappe den Wind moduliert. Dom Bedos nennt diese Variante tremblant doux; in Deutschland wurde sie im 18. Jahrhundert auch Schwebung genannt. Sie ist die älteste Bauform des Tremulanten und war schon Mitte des 16. Jahrhunderts weit verbreitet in Europa. Die Wirkung von so konstruierten Tremulanten ist abhängig von dem Windbedarf der gezogenen Register; bei hohem Windbedarf funktionieren sie nicht gut. Im 16. Jahrhundert wurde daher der Tremulant nur zu kleinen Registrierungen mit maximal 3 oder 4 Registern gezogen.

### Starker Tremulant
Beim starken Tremulanten oder Tremblant fort à vent perdu, der in Frankreich vom frühen 17. Jahrhundert bis gegen 1800 gebaut wurde, ist eine Ventilklappe im Windkanal von innen angebracht und wird mittels einer Feder an die Windkanalwand angedrückt. Ist der Registerzug gezogen, wird das Ventil von einem Metalldraht mit Spiralfeder ein wenig aufgezogen. Die aus dem Kanal entweichende Luft zieht dann das Ventil wieder zu, wobei sich die Spiralfeder dehnt. Sobald das Ventil geschlossen ist und die Luftströmung aufgehört hat, zieht die Spiralfeder das Ventil wieder auf und der Vorgang beginnt von neuem. Diese Art des Tremulanten wirkt stark auf den Klang ein und funktioniert auch bei Registrierungen mit hohem Windbedarf.

### Wippfedertremulant

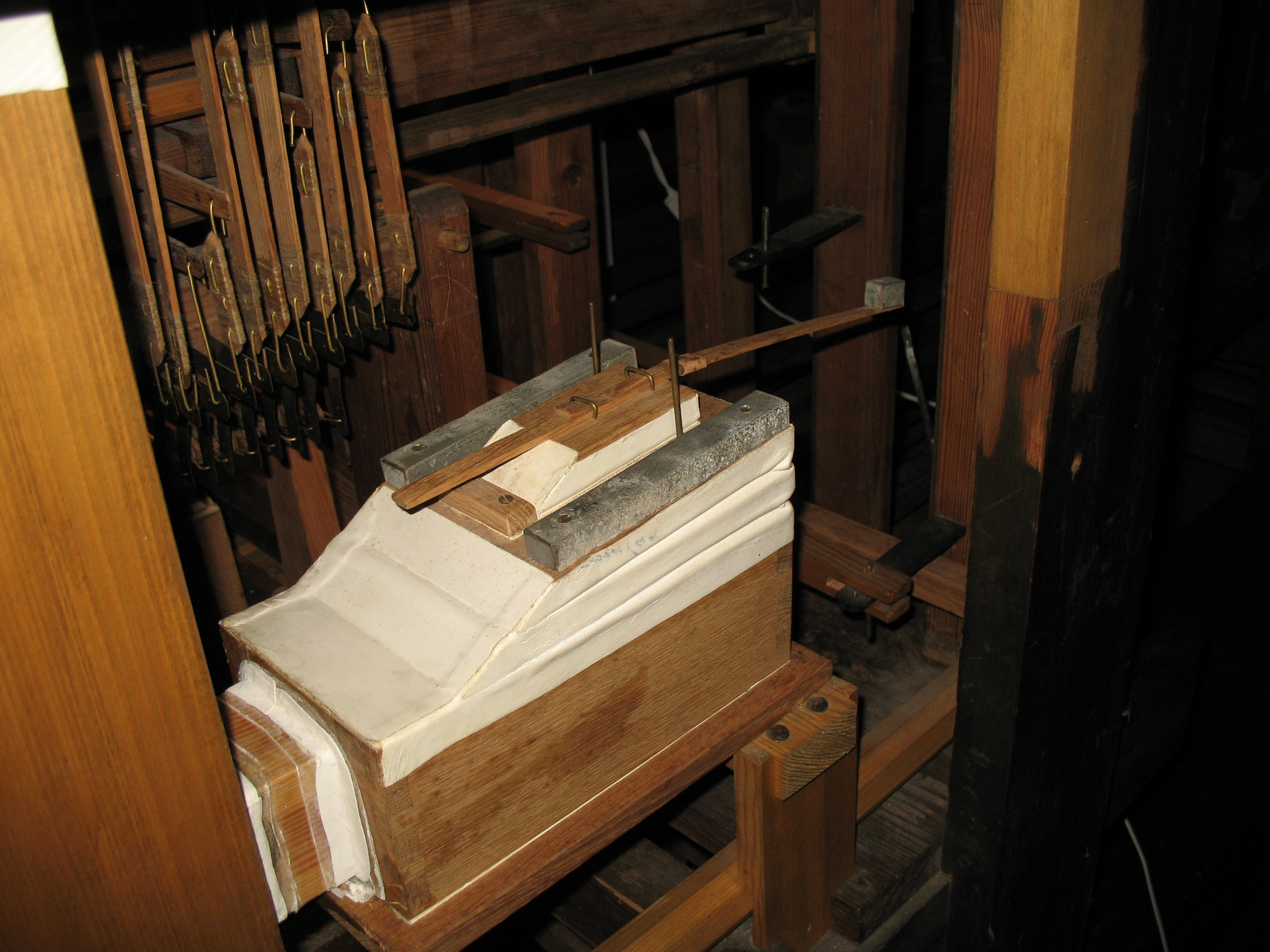
Wippfedertremulant

Der Wippfedertremulant, auch Bock genannt, kam gegen Ende des 16. Jahrhunderts in Norddeutschland auf und wurde in Deutschland bis Anfang des 19. Jahrhunderts gebaut. Er besteht aus einem keilförmigen Bälgchen, das auf den Windkanal aufgesetzt ist. Auf der beweglichen Balgplatte ist ein Ventil angebracht, das durch ein Gewicht an einer Verlängerung des Ventils geschlossen gehalten wird. Das Bälgchen wird vom Wind im Kanal aufgeblasen bis zu einem Anschlag, dann öffnet sich das Ventil auf der Balgplatte durch die Trägheit des belastenden Gewichts, der Balg sinkt zusammen, das Gewicht schließt das Ventil und der Vorgang beginnt von neuem. Diese Art des Tremulanten wirkt ebenfalls stark auf den Klang ein und funktioniert auch bei Registrierungen mit hohem Windbedarf.

### Ventiltremulant

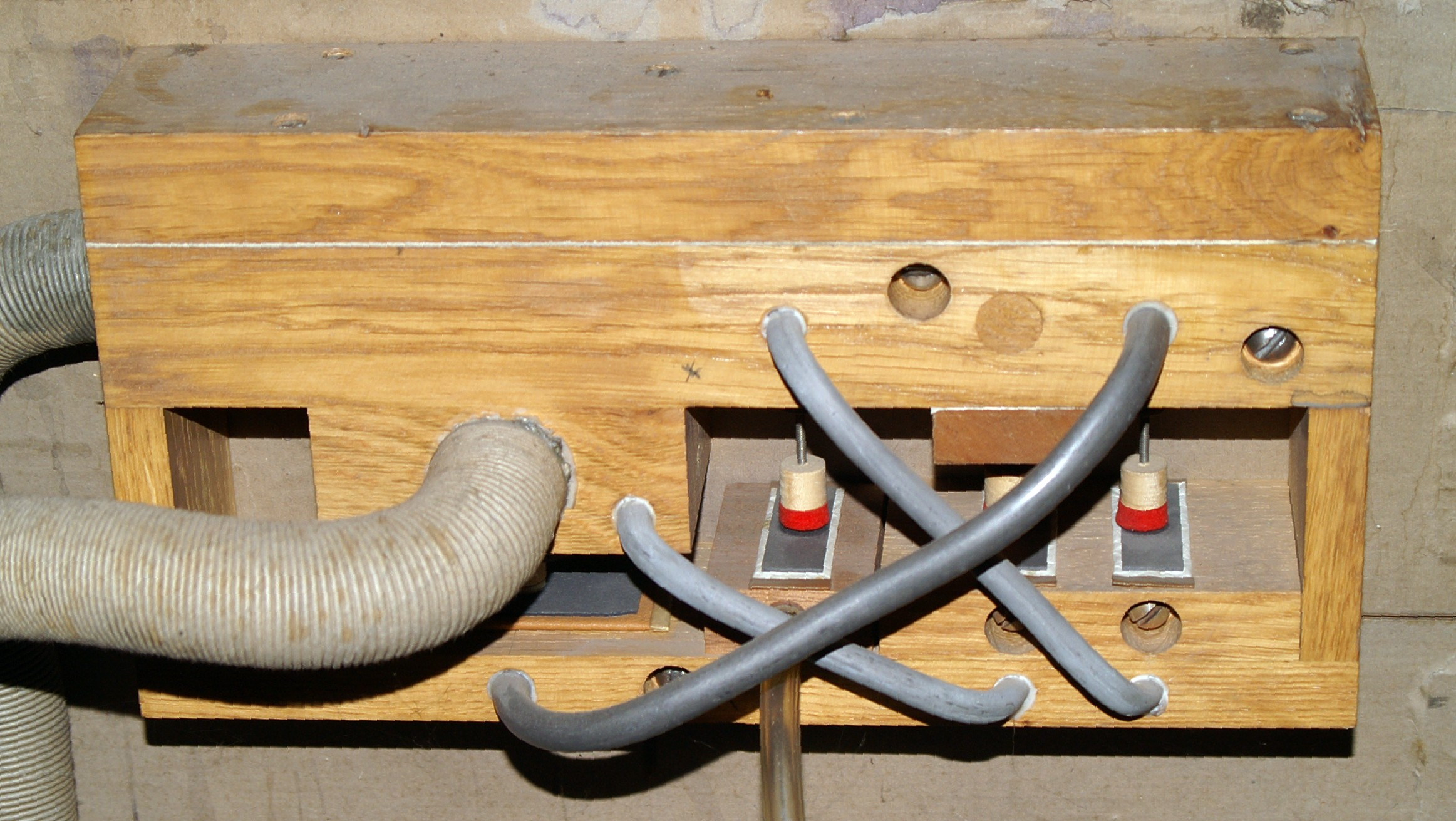
Ventiltremulant: Hier ausgeführt als Impulsgeber für einen Stoßbalg. Der Abgang zum Stoßbalg ist das Flexrohr vorne.

Der am häufigsten gebaute Tremulant ist der Ventiltremulant, er funktioniert mit einem Ventilrelais. Nach dem Einschalten (elektrisch, pneumatisch oder elektro-pneumatisch) heben sich nacheinander drei Kegelventile; das vorhergehende öffnet dabei jeweils die Windzufuhr für das nächste; das letzte Ventil öffnet die Windzufuhr zu einem kleinen Tremulantenbalg, der periodisch Luftstöße aus dem Windkanal entweichen lässt.

### Stoßtremulant
Wird der Wind durch einen Schwimmerbalg stabilisiert, kann dieser Balg auch durch einen Stoßtremulanten beeinflusst werden. Die periodisch erzeugten Stöße, die meist auf elektro-motorischem Weg hervorgebracht werden, werden dann mechanisch auf die Schwimmerplatte übertragen. Ein solcher, druckerhöhender Tremulant kann meistens vom Spieltisch aus in der Geschwindigkeit reguliert werden und ist derzeit der modernste Bautyp. Als Variante kann auch ein anders gebauter Ventiltremulant dienen: Dabei werden nicht periodische Luftstöße aus dem Windkanal abgelassen, sondern der Ventiltremulant sendet Luftstöße an einen kleinen Faltenbalg, der mit der Schwimmerplatte verbunden ist und die Stöße an diese überträgt.

## Besonderheiten
Französische Orgeln der Barockzeit besaßen fast immer zwei Tremulanten, einen schwachen Tremulanten (Tremblant doux) und einen starken Tremulanten (Tremblant fort), die beide auf die gesamte Orgel wirkten. Im deutschsprachigen Raum wurde dies im 18. Jahrhundert gelegentlich imitiert, doch nannte man hier den starken Tremulanten oft geschwinder Tremulant und den schwachen Tremulanten langsamer Tremulant.
Seit dem 20. Jahrhundert (bei großen Orgeln auch schon im 17. und 18. Jahrhundert) werden Tremulanten so verbaut, dass sie auf ein einzelnes Werk wirken. Ein Tremulant für das Pedalwerk ist dabei unüblich. Tremulanten, die auf die gesamte Orgel wirken, finden sich mitunter in kleinen Orgeln; in größeren Orgeln sind sie selten.
In Kinoorgeln gibt es neben einem Tremulanten, der auf die gesamte Orgel wirkt, häufig weitere Tremulanten, die auf einzelne Pfeifenreihen und damit auf alle aus diesen Pfeifenreihen generierten Register wirken.